# Beovulfkvadet
Beovulf, Beowulf eller Bjovulf er hovedpersonen i Beovulfkvadet, et angelsaksisk heltekvad.  Kvadet består af 3182 linjer med stavrim. Det er et af angelsaksisk litteraturs vigtigste værker.
Kvadet er overlevet i ét manuskript, Nowellkodekset. Det er skrevet af en ubekendt angelsaksisk digter, "Beovulf-digteren", og er dateret til mellem det 8. og tidlige 11. århundrede. I 1731 blev manuskriptet slemt beskadiget af en brand i bygningen med sir Robert Bruce Cottons samling af middelalderlige håndskrifter. Kvadet gik i glemmebogen i nogle årtier, og det blev først almindeligt kendt, da det blev trykt i 1815 af den islandsk-danske forsker Grímur Jónsson Thorkelin med en latinsk oversættelse. Digtet blev første gang oversat til et moderne sprog af N.F.S. Grundtvig i 1820 med titlen Bjowulfs Drape.
Beovulf er en helt fra folkeslaget gøterne i Skandinavien. Han hjælper danernes konge Hroðgar, hvis hal - mjød-hallen Heorot  - flere gange er angrebet af uhyret Grendel. Efter at Beovulf har fældet Grendel, angriber Grendels mor hallen, men Beovulf besejrer også hende. Sejrrig drager Beovulf hjem til Geatland i Sverige og bliver senere geaternes konge. Efter ca. 50 år dræber Beovulf en drage, men bliver dødeligt såret. Han bliver begravet i en høj i Gøtland.

## Historiens hovedtræk
Beovulf, en gøtisk helt, kommer for at hjælpe danekongen Hroðgar, hvis hal, Heorot, er plaget af uhyret Grendel. Beovulf dræber Grendel med sine bare næver. Senere dræber han også Grendels mor med et sværd, som han finder i hendes hule i sumpen nær Heorot.
Senere bliver Beovulf konge over gøterne, men hans rige blive terroriseret af en frygtelig drage, hvis skat er stjålet fra en gravhøj. Han og hans hird angriber dragen, men det lykkes ikke at dræbe den. Beovulf beslutter sig for at følge dragen til dens hule på Earnanæs, men kun hans unge svenske slægtning Wiglaf vover at slutte sig til ham sammen med Tinshaw. Beovulf dræber dragen, men bliver hårdt såret og dør. Han begraves i en gravhøj ved havet.
Beovulfkvadet er et episk heltedigt, og hovedpersonen rejser over lange afstande for at vise sin styrke ved at nedkæmpe dæmoner og bæster. Kvadet begynder "in medias res" (dvs. "midt i historien"). Det er karakteristisk for de episke digte fra oldtiden. Kvadet begynder med Beovulfs ankomst, men Grendels angreb har allerede varet længe. Man får en udførlig beskrivelse af personerne og deres slægt, interaktioner og dyder. Formen er bogstavrim, som i sætningen "Fare med flåde til frisernes land". Heltens navn er en kenning med betydningen "bi-ulv", som igen er en kenning for "bjørn". Beovulf er på moderne dansk Bjørn. Andre kenninger i kvadet er "kamp-sved" (blod) og "sværdets søvn" (døden).

### Ordnet efter kampe
Professor i engelsk ved Rice Universitet, Jane Chance, hævdede i en artikel fra 1980, The Structural Unity of Beowulf: The Problem of Grendel's Mother, at der var to standardfortolkninger af kvadet:
- en, der tydede på en todelt struktur (dvs. kvadet er delt mellem Beovulfs kampe mod Grendel og mod dragen) og
- en anden, der tydede på en tredelt struktur (denne fortolkning hævder, at Beovulfs kamp med Grendels mor er strukturelt adskilt fra kampen med Grendel selv).[8] Chance erklærede, at "synet på strukturen som todelt har normalt været foretrukket siden dets oprettelse i J.R.R. Tolkiens Beowulf: The Monsters and the Critics i Proceedings of the British Academy 22 (1936)."[8] Modsat fremførte hun, at den tredelte struktur er blevet "mere og mere populær".[8]

#### Første kamp: Grendel
Beovulfkvadet begynder med historien om kong Hroðgar, der byggede en stor hal Heorot til sit folk. I den sang og festede han, hans dronning Wealhþeow og hans krigere, indtil Grendel, et troldelignende uhyre der føler sig plaget af støjen, angreb hallen,dræbte og åd mange af Hroðgars krigere, mens de sov. Men Grendel rører ikke Hroðgars trone, for den sagdes at være beskyttet af en magtfuld gud. Hroðgar og hans folk kan intet stille op mod Grendels angreb og må forlade Heorot.
Beovulf er en ung kriger fra Götaland. Han hører om Hroðgars problemer, og med sin konges samtykke forlader han sit fædreland for at hjælpe Hroðgar.
Beovulf tilbringer natten i Heorot. Beovulf er ikke bevæbnet, da det ellers ville være en "urimelig fordel" overfor det ubevæbnede bæst. Efter at de er faldet i søvn, går Grendel ind i hallen og angriber og æder en af Beovulfs mænd. Beovulf har kun sovet rævesøvn; han springer op og bider Grendel i hånden. De to kæmper, til det ser ud som om, hallen falder sammen. Beovulfs hirdmænd drager deres sværd og kommer til hjælp, men deres klinger bider ikke på Grendels seje hud. Til sidst river Beovulf Grendels arm af ved skulderen, og Grendel løber hjem til mosen og dør dér.

#### Anden kamp: Grendels mor
Efter fejringen af Grendels død sover Hroðgar og hans mænd ud i Heorot. Grendels mor, der er vred over drabet på sin søn, angriber hallen. Hun dræber Hroðgars mest betroede kriger, Æschere, som hævn for Grendel.
Hroðgar, Beovulf og deres mænd, sporer hende til hendes hule under en sø. Beovulf forbereder sig på kamp; han medbringer sværdet Hrunting, han fik af Unferth, en kriger, der tvivlede på ham og fortrød. Beovulf dykker ned i søen efter at have bedt Hroðgar tage sig af hans arv. Grendels mor opdager ham og angriber ham. Men hun kan ikke skade Beowulf, da han har rustning på, og trækker ham ned på søens bund. I hulen med Grendels lig og ligene af hans mænd kæmper Grendels mor og Beovulf.
I første omgang ser Grendels mor ud il at sejre. Beovulf opdager, at Hrunting ikke kan skade hende, og han kaster det væk i vrede. Beovulf bliver igen reddet af sin rustning. Han griber hurtigt et magisk sværd fra Grendels mors skattekiste og halshugger hende. Længere inde i hulen opdager Beovulf Grendels lig og skærer hovedet af. Klingen på det magiske sværd smelter som is, da det rører Grendels giftige blod, så kun fæstet bliver tilbage. Det er den eneste skat, som Beovulf tager med fra hulen, og han præsenterer det for Hroðgar på vej tilbage til Heorot. Beovulf vender tilbage til overfladen og til sine mænd i den "niende time" (l. 1600, "nōn", omkring kl. 15). Han vender tilbage til Heorot, hvor Hroðgar giver ham mange gaver som sværdet Nægling, hans familiearv.

#### Tredje kamp: Dragen
Beovulf vender hjem og bliver konge over sit folk. 50 år efter Beovulfs kamp med Grendels mor, stjæler en slave et guldbæger fra en dragehule på Earnaness. Da dragen opdager tyveriet, forlader den rasende sin hule og brænder alt på sin vej. Beovulf og hans krigere kommer for at kæmpe mod dragen, men Beovulf fortæller sine mænd, at han vil kæmpe mod dragen alene, og at de bør vente oven på gravhøjen. Beovulf kæmper mod dragen, men ser sig overvundet. Hans mænd frygter for deres egne liv og kryber tilbage til skoven. Wiglaf kommer ham til hjælp. De to nedkæmper dragen, Men Beovulf er dødeligt såret.
Beowulf er begravet i Götaland på en klippe med udsigt over havet, hvor sejlere kan se hans gravhøj. Dragens skat er begravet sammen med ham efter hans ønske, og der hviler en forbandelse over skatten for at sikre, at Beovulfs ønske overholdes.

### Struktureret efter begravelser
|  | Eftersyn Dette afsnit bør gennemlæses af en person med fagkendskab for at sikre den faglige korrekthed. Afsnittene her er kun sprogligt oversat fra engelsk, så de videnskabelige udtryk er ikke nødvendigvis korrekte |

De tre begravelser i Beovulfkvadet. hænger sammen med de tre kampe. De tre begravelser har mange ligheder med ofringerne til de døde og skift i temaet gennem beskrivelsen af begravelserne. Gale Owen-Crocker (professor i angelsaksisk ved Manchester-universitetet) hævder i The Four Funerals in Beowulf (2000), at et afsnit i kvadet "Den Sidste Overlevendes Kvad" (engelsk: The Lay of the Last Survivor) (linje 2247–66), er endnu en begravelse. Begravelserne selv er med i ritualerne: aflevering af offergaver med både religiøse og socio-økonomiske funktioner.

#### Første begravelse: Scyld Scefing (linje 1–52)
Den første er begravelsen af Scyld Scefing (i nogle oversættelser "Skjold Skibsøn") danernes konge. Første del af kvadet (det første fitt) fastsættelser Hroðgars herkomst. Begravelsen leder hen til helten Beovulf og hans møde med det første uhyre, Grendel. Scylds ære er en "trussel mod mange slægter; én, der får fjenderne op af mjødbænkene." Scylds ære og værdighed er vist med en ærefuld død i tjeneste som konge af danerne. Hans værdighed er vist igen af den store begravelse, hans folk giver ham: hans begravelse på havet med mange våben og skatte viser, at han var en stor kriger og en endnu større leder. Digteren viser begreberne i et heroisk samfund gennem Scyld. De ejendele, der bliver begravet med ham, er udførligt beskrevet for at understrege betydningen af dem. Mængden og kostbarheden bruges til at fastslå den døde konges storhed. Scylds begravelse fremhæver æren ved kamp i det heroiske samfund. Ved hjælp af det kan digteren udvikle handlingen, så den leder til sammenstødet mellem hovedpersonen Beovulf og Grendel.

#### Anden begravelse: Hildeburgs fæller (linje 1107–24)
Den anden begravelse er af Hildeburgs fæller og er kvadets andet fitt. Der synges om begravelsen i Heorot som en del af de sange, der synges for at markere Beovulfs sejr over Grendel. Hildeburgs bror Hnæfs død, hendes søn(ner)s død og hendes mand Finn, den frisiske konges død, bliver der sunget om som resultat af kampen i Frisland mellem den danske høvding Hnæf og hans hird og Finns tilhængere. Scylds begravelse viser gravgaver for velstående døde. Hildeburgs pårørende er begravet med deres rustninger og guld, for at vise deres betydning. Den anden begravelse er en kremering og ingen skibsbegravelse. Desuden fokuserer digteren på de stærke følelser, der må have været hos dem, der døde i kamp. Sådanne blodige detaljer som "hovederne smelt[er], flænger [springer] op … og blodet [fosser] ud fra kroppens sår," skildrer krig som gruopvækkende snarere end strålende. Selv om digteren ser temaet ejendele som vigtigt, selv i døden, bliver udsagnet om ærefuld kamp udfordret af udsagn om krig som "den onde natur". Den anden begravelse har emner, der står i skarp kontrast til dem i den første, og ved en ændring i plottets retning, som fører til Beovulfs kamp mod Grendels mor.

#### Kontroversiel begravelse: Den Sidste Overlevendes Kvad (linje 2247–66)
"Den Sidste Overlevendes Kvad" er nok en tilføjelse til de tre andre begravelser i Beovulfkvadet pga. de slående ligheder med det vigtigste i de øvrige begravelser. Gravskikke, ændringer i omgivelser, handling og tema svarer til de tre andre begravelser. Det mere end antyder, at klagen er en begravelse: Den Sidste Overlevende beskriver begravelsesofringer som dem i begravelserne af Scyld Scefing, Hildeburgs fæller, og Beovulf. Den Sidste Overlevende beskriver den dødes skatte som våben, rustninger og gyldne bægre, en stærk parallel til Scylds "gode skib…, våben med klinger og brynjer," Hildeburgs fællers "blod-pudsede brynjer [og] orne-formede hjelme". og Beovulfs skat fra dragen.
At det måske er en begravelse ligger i udsagnet: "faldende høg [og] hurtig hest". Dyreofre var begravelsesskik, da kvadet foregik. Derudover angiver det som de andre begravelser, ændringer i kvadets plot. det er også blevet fremført, at det skulle være den tredje del af kvadet, da det beskriver tidsforløbet før den endelige kamp mellem Beovulf og dragen. Digteren beskriver også rædslen ved at dø i kamp, et tema fra anden del af kvadet, set med den Sidste Overlevendes øjne.

#### Tredje begravelse: Beovulf (linje 3137–82)
Den sidste begravelse i kvadet er Beovulfs. Mens han kæmper mod dragen, får han banesår og dør kort efter. Beovulfs storhed fremgår af hans begravelse og især af de mange ofringer. "Weohstans søn […] befalede, at det skulle meddeles mange mænd […] at de skulle hente træ langvejsfra til bålet" til deres leders begravelse. Resterne af dragen kastes i havet (måske en parallel til Scylds begravelse på sit skib). Beovulfs begravelse er kvadets fjerde fitt og virker som en epilog for helten, der var den "mest nådige og retfærdige, venlig mod sit folk og ivrig efter berømmelse."

## Historisk baggrund
Begivenhederne i kvadet foregik i slutningen af det 5. århundrede, hvor angelsakserne indledte deres indvandring i landet, det senere England. Og før begyndelsen af det 7. århundrede. På den tid, hvor angelsakserne ikke var nyankomne, men heller ikke var i tæt kontakt med deres germanske slægtninge i Skandinavien og Nordtyskland. Kvadet kan være bragt til England af en med geatisk oprindelse. Det er foreslået, at Beovulfkvadet første gang blev nedskrevet i det 7. århundrede i Rendlesham i East Anglia: Begrundelsen er, at Sutton Hoo skibsbegravelser også viser tætte forbindelser med Skandinaven, og at det east angliske kongehus, Wuffingerne, var efterkommere af de Geatiske Wulfinger. Andre har knyttet dette digt til kong Alfred den Store eller kong Knud den Store.
Digtet er sagn og blev skrevet som underholdning. Det skelner ikke mellem fiktive og historiske begivenheder (som kong Hygelacs angreb på Friesland). Forskere er generelt enige om, at mange af personlighederne i Beovulfkvadet går igen i de skandinaviske kilder (specifikke værker udpeget i det følgende afsnit). Det gælder ikke kun Healfdene (Kong Halvdan), Hroðgar (Roar), Halga (Helge), Hroðulf (Rolf Krake), Eadgils og Ohthere (Ottar)), men også slægter (fx Skjoldungerne, Scylfingerne og Wulfingerne) og nogle af begivenhederne (fx Kampen på Vänerns is). Dateringen af begivenhederne i kvadet er bekræftet af arkæologiske udgravninger af gravhøje nævnt af Snorre Sturluson og svenske sagn. Eksempler kan være Ohtheres (Ottars) grav dateret til ca. 530 og hans søn Eadgils' (dateret til ca. 575) i Uppland i Sverige.
I Danmark har arkæologiske udgravninger i Lejre hjemsted for Skjoldungerne og Heorot vist, at der blev bygget en hal i midt i det 6. århundrede, hvor Beovulfkvadet foregår. Tre haller, hver ca. 50 meter lange, blev fundet under udgravningen.
De fleste mener, at kong Hroðgar og skjoldungerne i Beovulfkvadet er baseret på historiske personer fra det 6. århundredes Skandinavien. Ligesom Finnsburg Fragmentet og mange andre kortere overlevende digte, er Beovulfkvadet konsekvent blevet brugt som kilde til information om skandinaviske personligheder som Eadgils og Hygelac og om fastlandsgermanske personligheder som Offa, konge over de fastlandsboende anglere.
Det 19. århundredes arkæologi bekræfter dele af Beovulfkvadet: Eadgils blev begravet i Uppsala. Eadgils' gravhøj (til venstre på billedet) blev udgravet i 1874 og støttede Beovulfkvadet og sagaerne. Det viste, at en magtfuld mand omkring år 575 blev begravet i en stor gravhøj på et bjørneskind med to hunde og rige gravgaver. De omfatter bl.a. et Frankisk sværd prydet med guld og et tafl-spil med romerske brikker af elfenben. Han var klædt i en kostbar dragt af frankisk stof med guldtråde og med et bælte med et kostbart spænde. Der var fire billedpaneler fra Mellemøsten, som sandsynligvis var dele af en kiste. Det er en begravelse en konge værdig, der var berømt for sin rigdom i oldnordiske kilder. Angantyrs gravhøj (til højre på billedet) er ikke udgravet.